# 이승호 (1981년)
이승호(李承浩, 1981년 9월 9일 ~ )는 전 KBO 리그 SK 와이번스의 투수이자, 현 KBO 리그 SSG 랜더스의 투수코치이다.

## 선수 시절

### 아마추어 시절
군산상업고등학교 진학 후 1999년에 황금사자기 전국고교야구대회에서 좌완 투수로 활약하며 우수 투수상을 수상했다.

### SK 와이번스시절
군산상업고등학교 졸업 후 2000년에 쌍방울 레이더스의 1차 지명을 받은 그는 쌍방울 선수단을 인수인계한 팀에 입단해 선발 투수로 활약하며 데뷔 첫 해에 신인상을 수상했는데 그 당시 팀은 선수협 파동 때문에 반사 이익으로 얻어 온 강병규가 훈련 거절 등 태업했고, 용병 콜은 5점대 후반 ERA, 김원형은 타구 부상 이후 하락세를 걸어왔던 데다 그나마 던질만한 투수들도 다 얻어터진 상황이라 당시 감독이었던 강병철이 그를 전천후로 기용시켰다. 그 해 2000년 시드니 올림픽에 참가해 동메달을 땄다. 그러나 2005년에 팔꿈치 수술을 받은 후 오랫동안 재활에 전념해 2006년까지 경기에 나올 수 없었다. 2007년에는 재활을 마치고 복귀해 중간 계투진의 중심 역할을 했다. 2008년 한국시리즈에서 두산 베어스를 상대로 한국시리즈 최초 4홀드를 기록했다. 2010년에는 부상으로 재활하던 정대현을 대신해 마무리 투수로 기용됐다.
2011년 시즌 후 FA 자격을 얻었고, 2011년 11월 22일에 롯데 자이언츠와 4년 총액 24억원(보장 금액 20억+옵션 4억)에 계약하며 이적했다.

### 롯데 자이언츠시절
2012년 10월 11일 두산 베어스와의 준플레이오프 3차전에 등판해 3.2이닝 4피안타, 무실점을 기록하며 팀의 승리에 기여했다. 이 경기는 이적 후 포스트시즌 첫 등판이었다. 2012년 11월 15일 NC 다이노스가 보호 선수 외 특별지명권을 행사해 1년만에 이적하게 됐다.

### NC 다이노스시절
이적 후 송신영과 함께 팀의 불펜진을 이끌어 줄 것으로 기대를 모았지만 개막 이후 컨디션 난조로 인해 2군에 오랜 기간 머물렀고 1군으로 올라온 후에도 구위 저하로 인해 고전해 2군으로 다시 내려갔다. 2013년 5월 20일에 고창성과 함께 1군으로 다시 승격됐지만 좀처럼 예전과 같은 모습을 보여주지 못하고 6월 15일 이성민과 함께 다시 2군으로 내려갔다.
2015년 7월 29일 삼성전에 선발 등판해 1이닝 4실점, 1볼넷, 3피안타를 기록하고 다시 2군으로 강등된 후 더 이상 1군에 올라오지 못했다. 2015년 시즌 후 보류 선수 명단에서 빠지며 마낙길, 박정준, 이대환과 함께 방출됐다.

### SK 와이번스복귀
2015년 12월 9일에 복귀했다.
계속 2군에만 머물러 있다가 전병두의 은퇴 경기가 있었던 2016년 10월 8일에 1군에 등록됐으나 등판하지 못했고, 2016년 시즌 후 은퇴를 선언했다.

## 야구선수 은퇴 후
2017년부터 상무 야구단의 투수코치로 활동했고, 2020년부터 SK 와이번스의 루키팀 투수코치로 활동했다.

## 플레이 스타일
- 상당히 역동적인 투구 폼을 가지고 있었다. 그러나 2006년에 어깨 수술을 한 후 직구의 위력이 감소했다. 매우 느린 커브, 서클 체인지업, 슬라이더 등 다양한 변화구를 구사했다.

## 국가대표 경력
- 2000년 하계 올림픽 야구 동메달
- 2002년 아시안 게임 금메달
- 2009년 WBC 준우승

## 연봉
| 연도   | 연봉          | 인상율(%) | 비고    |
| ------ | ------------- | --------- | ------- |
| 2012년 | 3억 5,000만원 |           | FA 계약 |
| 2013년 | 3억 5,000만원 |           | FA 계약 |
| 2014년 | 3억 5,000만원 |           | FA 계약 |
| 2015년 | 3억 5,000만원 |           | FA 계약 |

## 출신 학교
- 군산남초등학교
- 군산남중학교
- 군산상업고등학교

## 통산 기록
| 연도 | 팀명   | 방어율 | 경기수 | 완투 | 완봉 | 승리 | 패전 | 세이브 | 홀드 | 승률  | 타자 | 투구이닝 | 피안타 | 피홈런 | 볼넷 | 사구 | 탈삼진 | 실점 | 자책점 | 비고                                                                      |
| ---- | ------ | ------ | ------ | ---- | ---- | ---- | ---- | ------ | ---- | ----- | ---- | -------- | ------ | ------ | ---- | ---- | ------ | ---- | ------ | ------------------------------------------------------------------------- |
| 2000 | SK     | 4.51   | 42     | 1    | 0    | 10   | 12   | 9      | 0    | 0.455 | 610  | 139 2/3  | 130    | 14     | 70   | 5    | 132    | 77   | 70     | 신인왕,구원승 5위(5구원승) 시드니 올림픽 대표 선수                        |
| 2001 | SK     | 3.55   | 35     | 6    | 1    | 14   | 14   | 2      | 0    | 0.500 | 951  | 220 2/3  | 200    | 27     | 115  | 5    | 165    | 101  | 87     | 방어율 3위, 완투 2위, 다승 3위, 이닝 2위, 탈삼진 2위,선발승 2위(14선발승) |
| 2002 | SK     | 3.15   | 27     | 1    | 0    | 6    | 12   | 0      | 0    | 0.333 | 582  | 142 2/3  | 120    | 18     | 40   | 5    | 144    | 55   | 50     |                                                                           |
| 2003 | SK     | 4.08   | 23     | 2    | 2    | 5    | 4    | 0      | 2    | 0.556 | 423  | 97       | 88     | 16     | 50   | 9    | 81     | 45   | 44     | 완봉 1위                                                                  |
| 2004 | SK     | 3.99   | 31     | 1    | 0    | 15   | 9    | 0      | 1    | 0.625 | 743  | 169      | 160    | 21     | 87   | 13   | 145    | 87   | 75     | 탈삼진 2위                                                                |
| 2005 | SK     | 0.00   | 3      | 0    | 0    | 0    | 0    | 0      | 0    | 0.000 | 16   | 3 2/3    | 2      | 0      | 2    | 1    | 6      | 0    | 0      | 선발승 5위(15선발승)                                                      |
| 2008 | SK     | 3.57   | 29     | 0    | 0    | 4    | 1    | 2      | 5    | 0.800 | 153  | 35 1/3   | 28     | 3      | 22   | 4    | 28     | 15   | 14     |                                                                           |
| 2009 | SK     | 4.42   | 68     | 0    | 0    | 7    | 5    | 6      | 7    | 0.583 | 465  | 106      | 105    | 13     | 56   | 5    | 96     | 54   | 52     |                                                                           |
| 2010 | SK     | 4.22   | 65     | 0    | 0    | 6    | 4    | 20     | 5    | 0.600 | 395  | 89 2/3   | 81     | 12     | 51   | 4    | 96     | 44   | 42     | 세이브 3위                                                                |
| 2011 | SK     | 3.50   | 51     | 0    | 0    | 6    | 3    | 2      | 2    | 0.667 | 284  | 64 1/3   | 48     | 3      | 47   | 1    | 50     | 28   | 25     |                                                                           |
| 2012 | 롯데   | 3.70   | 41     | 0    | 0    | 2    | 3    | 0      | 1    | 0.400 | 216  | 48 2/3   | 40     | 1      | 35   | 1    | 27     | 23   | 20     |                                                                           |
| 2013 | NC     | 9.64   | 12     | 0    | 0    | 0    | 1    | 0      | 0    | 0.000 | 45   | 9 1/3    | 13     | 2      | 7    | 0    | 5      | 11   | 10     |                                                                           |
| 2015 | NC     | 36.00  | 1      | 0    | 0    | 0    | 1    | 0      | 0    | 0.000 | 284  | 1        | 3      | 0      | 1    | 1    | 1      | 4    | 4      |                                                                           |
| 통산 | 13시즌 | 3.94   | 428    | 11   | 3    | 75   | 69   | 41     | 23   | 0.521 | 4890 | 1127     | 1018   | 130    | 583  | 53   | 976    | 544  | 493    |                                                                           |

## 참조
1. ↑  이승호 롯데로 FA 이적, 4년 24억원 계약 《이데일리》 2011년 11월 22일 확인.
2. ↑  '3이닝 무실점' 이승호, 긴급 등판 적중했다[깨진 링크(과거 내용 찾기)] - 엑스포츠뉴스
3. ↑  이승호-고창성, NC 불펜 형님 콜업 - OSEN
4. ↑  김동욱 (2015년 11월 30일). “'KBO 보류선수 명단 발표' 이재우, 강봉규 등 64명 방출”. 《노컷뉴스》. 2015년 12월 5일에 확인함.
5. ↑  한동훈 (2015년 12월 9일). “'신인왕 출신' 베테랑 이승호, 친정 SK 전격 복귀”. 《스타뉴스》.
6. ↑  '은퇴' SK 이승호, "좋았던 기억이 많이 남는다" - 마이데일리